# Natalândia
Natalândia là một đô thị thuộc bang Minas Gerais, Brasil. Đô thị này có diện tích 471,355 km², dân số năm 2007 là 3271 người, mật độ 7,2 người/km².